# Minuskel 3
Minuskel 3 (in der Nummerierung nach Gregory-Aland); ε 253 (Soden), auch als Codex Corsendonckensis bezeichnet, ist eine griechische Minuskelhandschrift des Neuen Testaments auf 451 Pergamentblättern (24,5 × 17,5 cm). Mittels Paläographie wird das Manuskript auf das 12. Jahrhundert datiert. Der Text ist einspaltig in 24 Zeilen pro Seite geschrieben.

## Beschreibung
Der Kodex enthält das gesamte Neue Testament ohne das Buch der Offenbarung in der Reihenfolge: Evangelien, Apostelgeschichte, Katholische Briefe und die Paulusbriefe. Er enthält auch die Epistula ad Carpianum, Listen der κεφαλαια, κεφαλαια, τιτλοι, den Eusebischen Kanon, den Apparatus des Euthalius sowie einige Bilder. Er enthält auch Unterschriften von einer späteren Hand.
Der griechische Text des Kodex repräsentiert den Byzantinischen Texttyp. Aland ordnet ihn in Kategorie V ein.
Er wurde von Wettstein zusammengestellt.

## Geschichte
Radulph oder Roland de Rivo übergaben das Manuskript dem Kloster des Dominikanerordens in Basel. Es wurde von Erasmus in seiner zweiten Ausgabe des Novum Testamentum von 1519 verwendet. Der Kodex befindet sich jetzt in der Österreichischen Nationalbibliothek (Cod. Suppl. Gr. 52) in Wien.